# Migriggyangzham Co
Migriggyangzham Co (kinesiska: 赤布张错, 米堤江占木错) är en sjö i Kina. Den ligger i provinsen Qinghai, i den nordvästra delen av landet, omkring 1 100 kilometer väster om provinshuvudstaden Xining. Migriggyangzham Co ligger 4 935 meter över havet. Arean är 476 kvadratkilometer. Den sträcker sig 38,9 kilometer i nord-sydlig riktning, och 41,4 kilometer i öst-västlig riktning.